# Elacatis nigricolor
Elacatis nigricolor is een keversoort uit de familie platsnuitkevers (Salpingidae). De wetenschappelijke naam van de soort werd in 1929 gepubliceerd door Maurice Pic.